# Macreupoca spectralis
Macreupoca spectralis is een vlinder uit de familie van de grasmotten (Crambidae). De wetenschappelijke naam van de soort is voor het eerst geldig gepubliceerd in 1964 door Eugene Gordon Munroe.
De soort komt voor in Chili.